# 37. Golden Globe-gála
Az 37. Golden Globe-gálára 1980. január 26-án került sor, az 1979-ben mozikba, vagy képernyőkre került amerikai filmeket, illetve televíziós sorozatokat díjazó rendezvényt a kaliforniai Beverly Hillsben, a Beverly Hilton Hotelben tartották meg.
A 37. Golden Globe-gálán Henry Fonda vehette át a Cecil B. DeMille-életműdíjat.

## Filmes díjak
A nyertesek félkövérrel jelölve.
| Legjobb filmes díjak | Legjobb filmes díjak |
| Legjobb filmdráma | Legjobb vígjáték vagy zenés film |
| --- | --- |
| - Kramer kontra Kramer - Apokalipszis most - Kína szindróma - Manhattan - Norma Rae | - Start két keréken - Bombanő - Isten hozta, Mr... - Hair - A rózsa |
| Legjobb filmes alakítások (filmdráma) | |
| Színész | Színésznő |
| - Dustin Hoffman – Kramer kontra Kramer - Jack Lemmon – Kína szindróma - Al Pacino – Az igazság mindenkié - Jon Voight – A bajnok - James Woods – Hagymaföld | - Sally Field – Norma Rae - Jill Clayburgh – A Hold - Lisa Eichhorn – Jenkik - Jane Fonda – Kína szindróma - Marsha Mason – Promises in the Dark                                                                         |
| Legjobb filmes alakítások (vígjáték vagy zenés film) | |
| Színész | Színésznő |
| - Peter Sellers – Isten hozta, Mr... - George Hamilton – Szerelem első harapásra - Dudley Moore – Bombanő - Burt Reynolds – Egy elvált férfi ballépései - Roy Scheider – Mindhalálig zene | - Bette Midler – A rózsa - Julie Andrews – Bombanő - Jill Clayburgh – Egy elvált férfi ballépései - Shirley MacLaine – Isten hozta, Mr... - Marsha Mason – Második fejezet                                               |
| Legjobb mellékszereplők (filmdráma, vígjáték vagy zenés film) | |
| Színész | Színésznő |
| - Melvyn Douglas – Isten hozta, Mr... - Robert Duvall – Apokalipszis most - Frederic Forrest – A rózsa - Justin Henry – Kramer kontra Kramer - Laurence Olivier – Egy kis romantika | - Meryl Streep – Kramer kontra Kramer - Jane Alexander – Kramer kontra Kramer - Kathleen Beller – Promises in the Dark - Candice Bergen – Egy elvált férfi ballépései - Valerie Harper – Második fejezet                 |
| Az év felfedezettje | |
| Színész | Színésznő |
| Rick Schroder – A bajnok | Bette Midler – A rózsa |
| Egyéb | |
| Legjobb rendező | Legjobb forgatókönyv |
| - Francis Ford Coppola – Apokalipszis most - Hal Ashby – Isten hozta, Mr... - Robert Benton – Kramer kontra Kramer - James Bridges – Kína szindróma - Peter Yates – Start két keréken | - Robert Benton – Kramer kontra Kramer - Jerzy Kosinski – Isten hozta, Mr... - Steve Tesich – Start két keréken - James Bridges, T. S. Cook, Mike Gray – Kína szindróma - Harriet Frank, Jr., Irving Ravetch – Norma Rae |
| Legjobb eredeti filmzene | Legjobb eredeti filmbetétdal |
| - Carmine Coppola, Francis Ford Coppola – Apokalipszis most - Henry Mancini – Bombanő - Jerry Goldsmith – A nyolcadik utas: a Halál - Lalo Schifrin – A rettegés háza - Carmine Coppola – Fekete Villám: A fekete táltos - Georges Delerue – Egy kis románc - Jerry Goldsmith – Star Trek: Csillagösvény | - „The Rose” – A rózsa - „Through the Eyes of Love” – Jégvárak - „The Main Event” – A nagy szám - „Rainbow Connection” – Muppet-show - „Better Than Ever” – Egy elvált férfi ballépései                                  |
| Legjobb idegen nyelvű film | |
| - Őrült nők ketrece – Franciaország/Olaszország - Maria Braun házassága – Nyugat-Németország - Európaiak – Nagy-Britannia - Mio Dio, come sono caduta in basso! – Olaszország - Futás az életért – Hollandia                                                                                             | |

## Televíziós díjak
A nyertesek félkövérrel jelölve.
| Legjobb televíziós sorozatok | Legjobb televíziós sorozatok |
| Filmdráma | Vígjáték vagy zenés film |
| --- | --- |
| - Lou Grant - Backstairs at the White House - Centennial - Dallas - Roots: The Next Generations - Rockford nyomoz | - Alice - Taxi - MASH - Szerelemhajó - The Associates |
| Minisorozat vagy tévéfilm | |
| - Nyugaton a helyzet változatlan - Elvis - Halálos véletlen - Mint a normális emberek - The Miracle Worker | |
| Legjobb alakítás televíziós sorozatban (filmdráma) | |
| Színész | Színésznő |
| - Ed Asner – Lou Grant - Richard Chamberlain – Centennial - Erik Estrada – CHiP's - James Garner – Rockford nyomoz - John Houseman – The Paper Chase - Martin Sheen – Blind Ambition - Robert Urich – Vegas - Robert Wagner – Hart to Hart | - Natalie Wood – Most és mindörökké - Barbara Bel Geddes – Dallas - Kate Mulgrew – Mrs. Columbo - Stefanie Powers – Hart to Hart - Sada Thompson – Family |
| Legjobb alakítás televíziós sorozatban (vígjáték vagy zenés film) | |
| Színész | Színésznő |
| - Alan Alda – MASH - Judd Hirsch – Taxi - Wilfrid Hyde-White – The Associates - John Ritter – Theree's Company - Robin Williams – Egy úr az űrből                                                                                          | - Linda Lavin – Alice - Penny Marshall – Laverne & Shirley - Donna Pescow – Angie - Jean Stapleton – All in the Family - Loretta Swit – MASH              |
| Legjobb mellékszereplő televíziós sorozatban, minisorozatban vagy tévéfilmben | |
| Mellékszereplő színész | Mellékszereplő színésznő |
| - Danny DeVito – Taxi - Vic Tayback – Alice - Jeff Conaway – Taxi - Tony Danza – Taxi - David Doyle – Charlie angyalai | - Polly Holliday – Alice - Loni Anderson – WKRP in Cincinnati - Marilu Henner – Taxi - Beth Howland – Alice - Linda Kelsey – Lou Grant                    |

## Különdíjak

### Cecil B. DeMille-életműdíj
A Cecil B. DeMille-életműdíjat Henry Fonda vehette át.

### Miss/Mr.Golden Globe
- Kim Karath[3]

## Fordítás
Ez a szócikk részben vagy egészben  a(z)   37th Golden Globe Awards című angol Wikipédia-szócikk fordításán alapul.  Az eredeti cikk szerkesztőit annak laptörténete sorolja fel. Ez a jelzés csupán a megfogalmazás eredetét és a szerzői jogokat jelzi, nem szolgál a cikkben szereplő információk forrásmegjelöléseként.